# Dragão (estandarte)

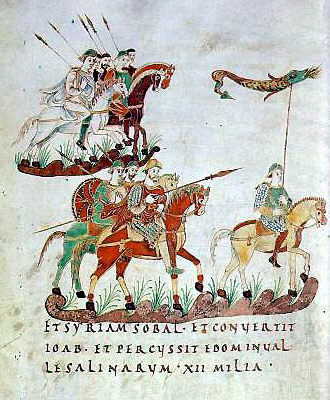
Iluminura carolíngia do século IX na qual há um porta estandarte com o dragão

Dragão (em latim: Draco; pl. dracones), também conhecido como serpente, foi um estandarte militar que originalmente foi utilizado pela cavalaria romana. Carregado por um draconário, ele era o estandarte das coortes, tal como a águia era das legiões. O dragão pode ter sido introduzido na cavalaria por unidades sármatas pelo século II. Segundo Vegécio, pelo século IV um dragão era portado por cada coorte legionária.

## Origem e uso
O dragão desempenhou importante papel na mitologia dos povos das estepes eurasiática, especialmente os sármatas, na qual ele (como uma serpente alada) ocupava uma posição de destaque. Os lanceiros pesados escamados sármatas foram muitas vezes comparado pelos autores antigos em seus escritos com dragões. Estas insígnias também eram comuns entre os indianos, persas, partos, citas e dácios.
A origem do estandarte do dragão é incerta. Com base nas descrições sobreviventes, e com base em comparações de outros estandartes conhecidos, especula-se que possa ser de origem cita ou dácia, ou mesmo sármata. Teria sido introduzido na cavalaria romana pelo século II, talvez no reinado do imperador Trajano (r. 98–117). Inicialmente empregado somente pela cavalaria, pelo século IV, segundo Vegécio, o estandarte do dragão era portado por cada coorte legionária.

## Descrição

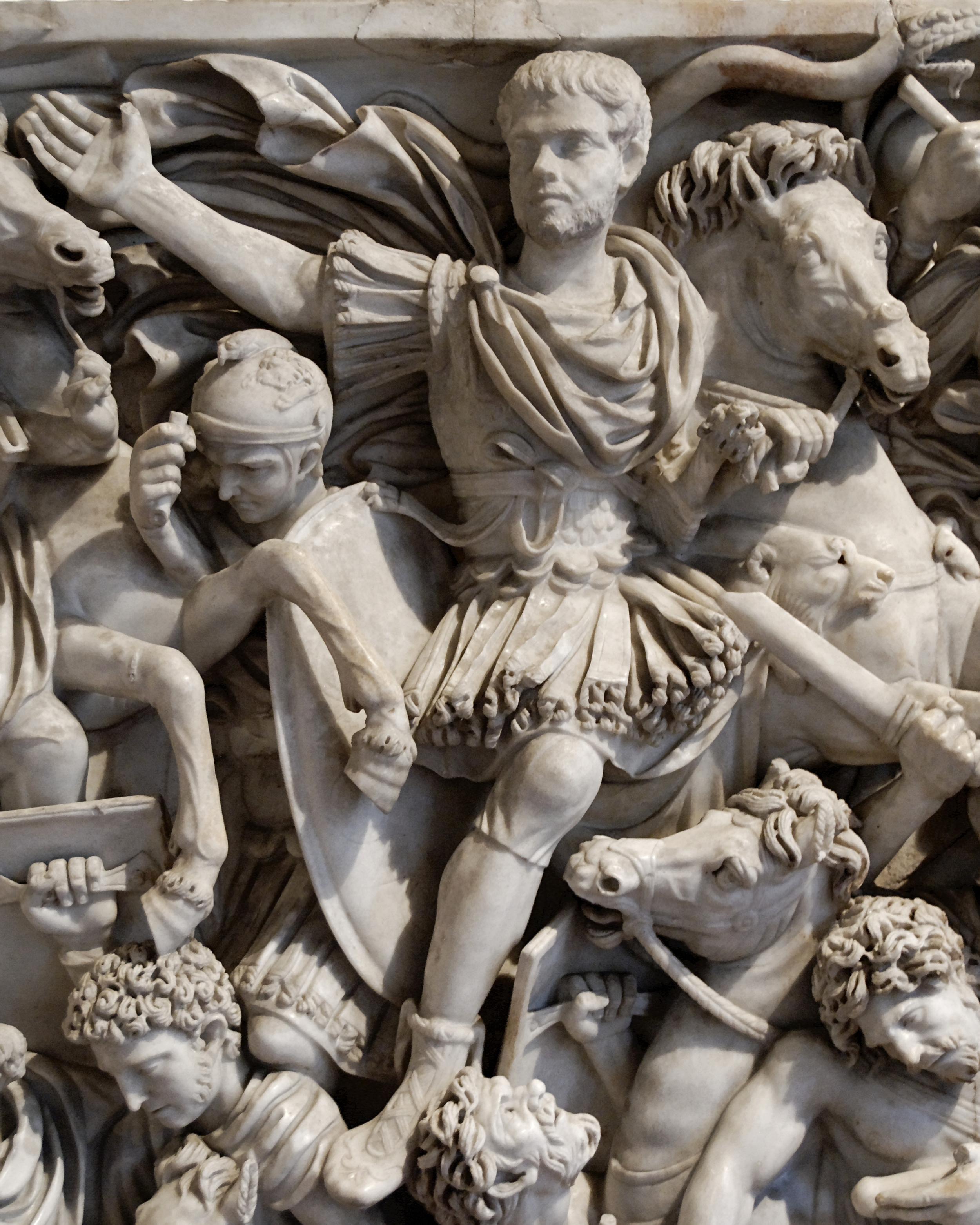
Detalhe do Grande Sarcófago Ludovisi no qual aparece o dragão (acima do cavaleiro central)

O escritor militar grego Arriano descreve o dragão em sua passagem sobre os exercícios de treino da cavalaria, chamando-o "cita":
| “ | Os estandartes citas eram dragões mantidos em cima de estacas em tamanho padrão. Eles são feitas de tecidos coloridos costurados juntos, e da cabeça ao longo do corpo todo até a cauda, eles parecem como cobras. Quando os que carregam estes dispositivos não estão em movimento, você vê apenas bandeirolas variegadas penduradas para baixo. Durante o ataque é quando eles mais se assemelham a criaturas: eles são inflados pelo vento, e até mesmo fazem um tipo de som sibilante quando o ar é forçado através deles. | ” |

Arriano afirma que estandartes coloridos oferecem prazer e assombro visual, mas também ajudam os cavaleiros a se posicionarem corretamente nos complicados treinos. No século V, o poeta latino galo-romano Sidônio oferece um descrição similar, senão mais roxeada, enquanto no século IV, o historiador Amiano Marcelino faz um relato da procissão de chegada de Constâncio II (r. 337–361) a Roma em 357:
| “ | E atrás dos vários outros que o precederam [Constâncio] ele foi cercado por dragões, tecidos com fio roxo presos a bocas abertas à brisa e, portanto, sibilando como se levantados pela raiva, e deixando suas caudas balançando ao vento. | ” |

O dragão é descrito sobre o Grande Sarcófago Ludovisi, acima do cavaleiro que é a figura central na composição. Ele também aparece em vários outros relevos, incluindo o Arco de Galério e o Arco de Constantino, ambos do começo do século IV. Um exemplar destes dragões foi encontrado próximo ao forte romano de Niederbieber (Neuwied, Alemanha).